# 拉吉斯拉夫·维泽克
拉吉斯拉夫·维泽克（捷克語：Ladislav Vízek，1955年1月22日—），捷克男子足球运动员，场上位置是前锋。他曾代表捷克斯洛伐克国奥队参加1980年夏季奥林匹克运动会足球比赛，获得一枚金牌。